# 金鐘局
金 鐘局（キム・ジョングク、韓国語: 김종국、ラテン翻字: KIM Jong-kuk 1989年1月8日 -）は、大韓民国のサッカー選手。ポジションはミッドフィールダー。

## サッカー経歴

### 選手歴
2011年にKリーグドラフトによりKリーグの蔚山現代FCに入団。
2012年に江原FCへ期限付き移籍。16試合に出場して江原FCの1部リーグ残留に貢献。
2014年にKリーグチャレンジの大田シチズンに移籍。質の良いキックを有し、フィールドの中盤での堅い守備が特徴である。彼は2014年のKリーグチャレンジ優勝およびKリーグクラシック昇格に大きく貢献。2015年にも活躍したが、チームの降格を防ぐことはできなかった。
2016年、大田シチズンとの契約満了により自由契約選手となった彼は水原FCに加入し、2019年まで在籍した。2017年から2018年にかけては兵役のために牙山ムグンファFCでプレーした。
2020年、牙山ムグンファFCから市民クラブに転換した忠南牙山FCに加入。

## 所属クラブ
- 1999年 - 2000年 西帰浦初等学校（朝鮮語版）
- 2001年 - 2003年 西帰浦中学校（朝鮮語版）
- 2004年 - 2006年 西帰浦高等学校（朝鮮語版）
- 2007年 - 2010年 蔚山大学校
- 2011年 - 2013年  蔚山現代FC
  - 2012年  江原FC（期限付き移籍）
- 2014年 - 2015年  大田シチズン
- 2016年 - 2019年  水原FC
  - 2017年 - 2018年  牙山ムグンファFC（兵役）
- 2020年-  忠南牙山FC

## 受賞

### クラブ

#### 大田シチズン
- Kリーグチャレンジ
  - 優勝1回: 2014年